# 平楽寺書店
株式会社 平楽寺書店（へいらくじしょてん）は、京都市中京区に本社を置く出版社。仏教書出版社の老舗。江戸初期の慶長年間の創業で、創業者は村上浄徳。1955年（昭和30年）に法藏館、永田文昌堂、百華苑との四社で「仏書連盟」を結成して合同の出版目録（仏教書総目録）を発行した。

## 沿革
創業者の村上浄徳（? - 寛永元年（1626年））は、丹波国出身の武士であったが、京都に出て書肆を開いた。医書や仏書を出版した。以後、代々「村上勘兵衛」を名乗った。
第2代の村上浄信（? - 承応3年（1654年））、第3代の村上宗信（? - 寛文3年（1663年））までは、浄土宗の宗書を手がけていたが、宗信の代に法華宗に転向した。
第4代の村上元信以後、深草の元政との関係が密接になり、もっぱら日蓮宗の宗書を出版するようになり、村上平楽寺は、寛保元年（1741年）には、法華宗門書堂と号するまでになり、繁栄し、貞享年間には、江戸に出店もしている。
明治になって廃業したが、第11代村上勘兵衛が、大正2年（1912年）井上治作に店を譲渡し、平楽寺書店（井上平楽寺）を社名として、日蓮宗の宗書出版を中心に刊行する出版社として再出発を果たした。
現在でも出版物の大部分は仏教関連のものであるが、仏教研究者以外には『東方年表』を出版していることで知られている。

## 社屋
現在の社屋はからきや工務店の設計・施工により1927年（昭和2年）に竣工した近代建築。トスカナ式のジャイアントオーダーを持つ洋館部の裏手に和館が続く町家となっているところが特徴である。洋館部は登録有形文化財に登録されていたが、2017年に解体され、同年9月6日付けで文化財登録は抹消された。

## 所在地
- 京都府京都市中京区東洞院通三条通上ル